# Juan de Molina
Juan de Molina (Ciudad Real, ~1485 - València?, després del 1552) fou un humanista i traductor castellà.

## Biografia
Malgrat ser natural de Ciudad Real, com declara en el pròleg a la seva traducció a les epístoles de Sant Jeroni, va viure a València, on va desenvolupar principalment la seva tasca i es va relacionar activament amb els ambients cortesans i nobiliaris de llavors (dedicà les seves obres a la duquessa de Gandia i al duc de Sogorb, al marquès Rodrigo de Mendoza i al duc de Calàbria). Va traduir les epístoles de Sant Jeroni i tres opuscles de Jean Gerson sobre la confessió, els manaments i l'art de ben morir; traduí al castellà la Vida de la sacratísima Mare de Déu de Miguel Pérez (València, 1494) amb el títol Vida de la sacratísima Virgen María (Toledo, 1525). Va traduir també una pintoresca llegenda sobre la Passió de Crist, el Gamaliel, que es va atribuir a Sant Pere Pasqual i es va distribuir en diverses versions en català i castellà fins a la seva prohibició inquisitorial; la traducció està dirigida a la seva germana sor Maria de Sant Jeroni, monja al Monestir de Santa Catalina de Granada. Va supervisar nombroses edicions valencianes, inclosa una revisió libèrrima de la traducció de l'Alcor de l'Enchiridion d'Erasme de Rotterdam, i una de les onze edicions d'un famós llibre de cavalleries, el Lepolemo o cavaller de la creu. En moltes de les seves traduccions es noten els seus desitjos de prosperar socialment contemporitzant amb els seus poderosos protectors i no era pròpiament un erasmista. Tanmateix va ser processat per la Inquisició el 1536 a causa d'expressions públiques de descreença i la seva revisió de l'Enchiridion d'Erasme, i fou empresonat al Monestir de la Trinitat. Com a traductor, va voler vulgaritzar la cultura eclesiàstica, no teoritzar sobre aquesta tasca i menysprear la traducció d'una llengua vulgar a una altra.

## Obres
- Sermón precioso, dulce y breve en loor del matrimonio...cogido de algunos autores famosos y excelentes y puesto en esta lengua española... e: Desiderio Erasmo, Enchiridion, València, 1528.
- Verger de Nuestra Señora, Toledo, 1525, i Sevilla, Dominico de Robertis, 1542.[2]
- Gamaliel, Toledo, Ramón de Petras, 1527; conté a més la traducció d'un sermó de Sant Jeroni sobre la resurrecció.
- Tripartito de Juan Gerson de Doctrina Christiana... novament traduït pel batxiller Juan de Molina i revisat per dotors. Toledo: Ramón de Petras, 1526; Nicolás Antonio menciona una edició alcalaïna d'Arnao Guillén de Brocar de 1519.
- Retraducció d'Apiano a través de la versió llatina de Pier Cándido Decembrio, Triumph, València, Juan Joffre, 1522.
- Traducció de Lucio Marineo Sículo, Crónica d'Aragón, València, Joffre, 1524.
- Traducció del Homiliario atribuït a Alcuino de York, València, Juan Navarro, 1552.